# A Division 1959-1960 (Irlanda)
La stagione 1959-1960 è stata la trentanovesima edizione della League of Ireland, massimo livello professionistico del calcio irlandese.

## Classifica finale
|  |     | Classifica finale 1959-1960 | Pt | G  | V  | N | P  | GF | GS | DR  |
|  | --- | --------------------------- | -- | -- | -- | - | -- | -- | -- | --- |
|  | 1.  | Limerick                    | 30 | 22 | 15 | 0 | 7  | 46 | 26 | +20 |
|  | 2.  | Cork Celtic                 | 28 | 22 | 12 | 4 | 6  | 66 | 44 | +22 |
|  | 3.  | Shelbourne                  | 28 | 22 | 11 | 6 | 5  | 48 | 33 | +15 |
|  | 4.  | Shamrock Rovers             | 27 | 22 | 12 | 3 | 7  | 54 | 31 | +23 |
|  | 5.  | Dundalk                     | 27 | 22 | 12 | 3 | 7  | 50 | 32 | +18 |
|  | 6.  | Cork Hibernians             | 25 | 22 | 12 | 3 | 7  | 57 | 37 | +20 |
|  | 7.  | St Patrick's                | 25 | 22 | 12 | 1 | 9  | 46 | 44 | +2  |
|  | 8.  | Waterford                   | 24 | 22 | 10 | 4 | 8  | 40 | 43 | -3  |
|  | 9.  | Drumcondra                  | 22 | 22 | 10 | 2 | 10 | 45 | 35 | +10 |
|  | 10. | Sligo Rovers                | 13 | 22 | 5  | 3 | 14 | 44 | 67 | -23 |
|  | 11. | Transport                   | 8  | 22 | 3  | 2 | 17 | 18 | 66 | -48 |
|  | 12. | Bohemians                   | 5  | 22 | 0  | 5 | 17 | 15 | 71 | -46 |

### Verdetti
- Limerick campione d'Irlanda 1959-1960.
- Limerick qualificato alla Coppa dei Campioni 1960-1961.

## Statistiche

### Squadre
- Maggior numero di vittorie:  Limerick (15)
- Minor numero di sconfitte:  Shelbourne (5)
- Migliore attacco:  Cork Celtic (66 gol fatti)
- Miglior difesa:  Limerick (26 gol subiti)
- Miglior differenza reti:  Shamrock Rovers (+23)
- Maggior numero di pareggi:  Shelbourne (6)
- Minor numero di pareggi:  Limerick (0)
- Maggior numero di sconfitte:  Transport e  Bohemians (17)
- Minor numero di vittorie:  Bohemians (0)
- Peggiore attacco:  Bohemians (15 gol fatti)
- Peggior difesa:  Bohemians (71 gol subiti)
- Peggior differenza reti:  Transport (-48)

### Capocannoniere
|  | Gol | Marcatore     | Squadra     |
|  | --- | ------------- | ----------- |
|  | 27  | Austin Noonan | Cork Celtic |